# Nimatullah al-Hardini
Nimatullah al-Hardini (ur. w 1808 w Hardin, w północnym Libanie; zm. 14 grudnia 1858 w Kiffan) – maronicki święty Kościoła katolickiego.
Pochodził z maronickiej rodziny – na chrzcie otrzymał imię Józef. W 1828 wstąpił do Zakonu Maronitów św. Antoniego w Qozhaya. Śluby zakonne złożył 14 listopada 1830. W 1845 został mianowany na trzy lata generalnym asystentem zakonu. Zmarł 14 grudnia 1858 roku w opinii świętości.
Beatyfikował go Jan Paweł II 7 września 1998. Kanonizowany 16 maja 2004 przez Jana Pawła II.